# Saint-Georges-sur-Meuse
Saint-Georges-sur-Meuse (en való Sint-Djôr-so-Mouze) és un municipi belga de la província de Lieja a la regió valona. El 2022 tenia 7.076 habitants.